# 웨이모

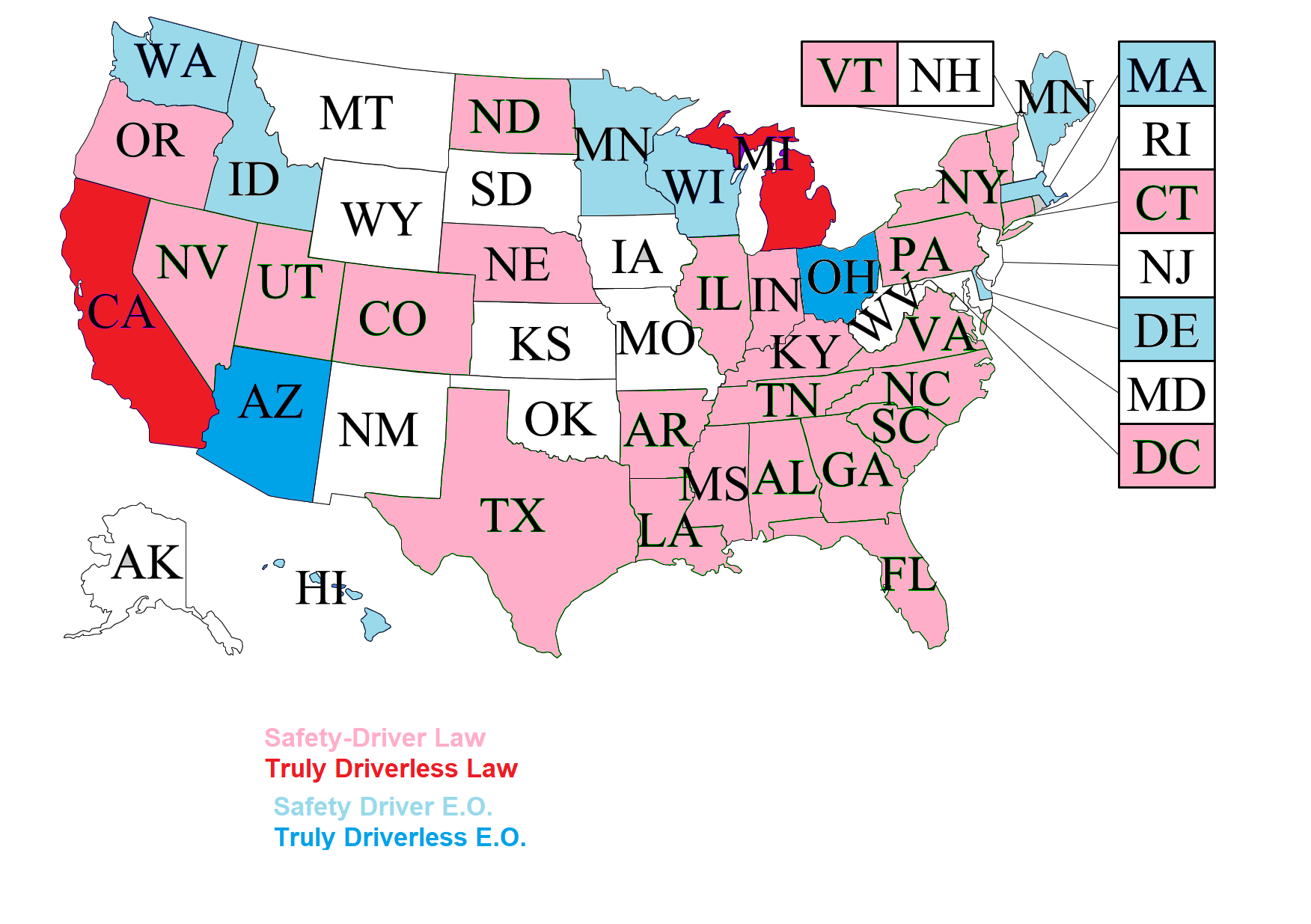
운전자가 없는 자동차를 공공 도로에서 테스트할 수 있도록 하는 법을 통과시킨 주들. 텍사스에 제안된 법은 무인 자동차를 허용하는데 필요한 기준들을 정립할 예정이다.

웨이모 LLC(Waymo LLC)는 구글 슬렉스의 연구소에서 개발하는 무인 자동차 기업이다. 구글 카라는 이름으로도 알려져 있다. 스탠포드대·카네기멜론대 연구팀, 무인자동차 경주인 그랜드 챌린지 우승자들을 영입해 무인자동차 사업을 시작하였다.

## 개요
구글은 "래리 페이지와 세르게이 브린은 기술을 활용해 우리가 직면한 중대한 문제를 해결하기 위해 구글을 세웠다"며 "지금 우리의 목표는 자동차 사용을 근본적으로 혁신함으로써 교통사고 예방, 시간의 자유로운 활용, 탄소배출 감축을 꾀하는 것"이라고 말했다.
이미 미국 구글 직원 12명은 매일 무인 자동차로 출퇴근한다. 집에서 고속도로까지만 직접 운전대를 잡고 실리콘밸리 고속도로에 진입하면 구글 무인 자동차를 작동시키는 소프트웨어인 ‘구글 쇼퍼(chauffeur)’가 알아서 운전한다.
자동차가 무인 자동차임을 알아보기 위해 자동차에 '자율 주행 자동차"(self-driving car)'라고 쓰여 있다. 이 프로젝트는 현재 스탠포드 인공지능 연구소의 전직 이사였고 구글 스트리트 뷰의 공동제작자였던 구글의 엔지니어 세바스찬 스런이 주도하고 있다.
구글은 2009년부터 도요타의 일반 차량을 개조해 무인 주행 자동차를 개발하고 시험 주행을 해 왔다.
이 자동차는 비디오 카메라, 방향표시기, 인공지능 소프트웨어, 위성위치정보시스템(GPS), 여러 가지 센서 등을 기반으로 작동된다.

## 기술

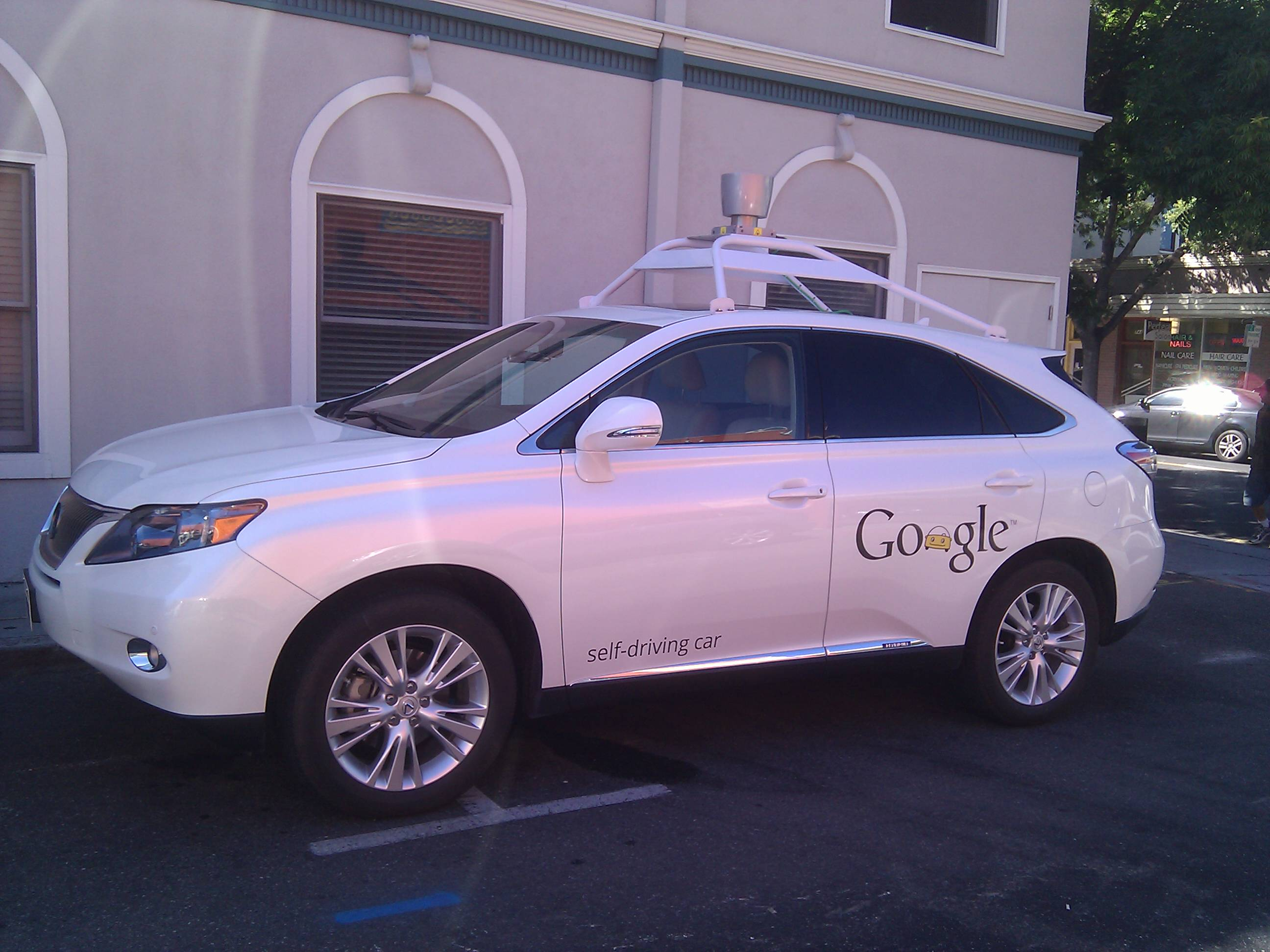
구글 무인 자동차의 모습. 미국 캘리포니아 마운틴 뷰

구글카는 운전에 필요한 다양한 정보를 얻은 후 이를 해석해 의사결정을 내린다. GPS (위성위치확인시스템)를 통해 현재 위치와 목적지를 끊임없이 비교하면서 원하는 방향으로 핸들을 돌린다. 목적지를 설정한 후 규정된 지점(웨이포인트ㆍWaypoint)만 지나면 자동운전되는 항공기와 같은 원리다. 여기에 레이다ㆍ카메라ㆍ레이저 스캐너가 도로의 다양한 정보(주변 차량ㆍ사물사람•신호)를 확보한다. GPS가 조향장치 개념이라면 이 장비들은 사물탐지ㆍ충돌방지 장치다. 이렇게 수집된 데이터는 구글 컴퓨터가 종합ㆍ분석해 방향조작, 가ㆍ감속, 정지 등 운전에 필요한 최종의사결정을 내린다.
구글 무인 자동차는 약 15만 달러에 해당하는 장비를 가지고 있으며, 여기에는 7만달러에 해당하는 LIDAR (레이저 레이다) 시스템을 포함하고 있다.
상단에 장착 된 거리계(레인지 파인더)는 (Velodyne이라고 불린다.) 64개의 빔 레이저로 구성되어 있다. 이 레이저를 통해 무인 자동차는 차의 환경과 관련한 세부적인 3D 지도를 생성한다. 무인 자동차는 이 생성된 지도를 받아들이고 조합하여 고해상도의 세계 지도를 만들어내고, 특수한 데이터 모델을 제공해 자동차가 스스로 운전할 수 있도록 한다.

## 법률 문제
2012년 5월 8일에 구글은 처음으로 네바다주에서 시험 면허 획득에 성공했다. 네바다주는 2011년 무인자동차의 시험 운행을 위한 법률을 미국 최초로 통과시켰다. 구글은 무인 자동차가 일반도로에서 운행할 수 있도록 허용해 달라며 네바다주를 상대로 조용히 로비를 해왔으며, 이 법안의 의회 통과를 촉구하기 위해 라스베이거스에서 일하는 로비스트 데이비드 골드워터를 고용했다. 네바다주에 무인자동차가 법적으로 도로에서 운영할 수 있도록 최초로 만든 두 법안에 대해서 로비를 했는데, 첫 번째 법안은 자격증 및 무인자동차의 테스트를 위해 제공하는 전기 자동차 법안의 개정이었고, 두번째 법안은 운전석에 앉아있는 동안 문자 메시지를 보낼 수 있는 등의 산만한 행위에 대한 제한을 없애는 것과 관련한 것이었다. 2011년 6월, 네바다 주는 주의회의 분기가 끝나기 전에 위 두 법안이 투표에 부쳐졌다. 무인자율자동차에 대한 네바다에서 발행 번호판은 빨간색 배경을 가지고 있고 왼쪽에는 무한대 기호(∞)를 가지고 있다. DMV 이사는 "무한대 기호를 사용하는 것이 '미래의 자동차'를 표현하는 가장 좋은 방법이었다"고 밝혔다.
이 법률에 따르면 시험운행 중에는 의무적으로 두 명이 탑승해야 한다. 컴퓨터 스크린으로 도로 상황을 모니터링하고 문제가 발생하면 브레이크나 운전대를 작동하기 위해서다. 구글의 무인자동차 프로젝트를 담당하고 있는 앤서니 레반도우스키는 최근 자동차엔지니어협회 컨퍼런스에서 “향후 10년 내 무인자동차가 상용화 될 수 있을 것”이라고 전망키도 했다. 구글카에 발급한 운전면허증은 일반인 운전면허증처럼 사진을 붙인 신분증 형태가 아니라 빨간색 자동차 운전면허 번호판으로 발급됐다. 구글카 번호판에는 '미래의 차'라는 의미에서 수학기호로 무한대 표시가 왼편에 붙었고 첫 번째라는 뜻에서 001이라는 숫자가 새겨졌다. 또 자발적(autonomous)으로 움직인다는 뜻의 AU기호가 가운데에 있다.
2012년 10월 제리 브라운 캘리포니아 주지사가 마운틴 뷰에 있는 구글 본사에서 구글의 공동창업자 세르게이 브린도 참석한 가운데 최근 주의회를 통과한 무인자동차 운행 허용법안에 최종 서명해 캘리포니아는 미국에서 3번째로 구글 무인 자동차를 승인한 주가 됐다. 미시간주의 릭 스나이더 주지사는 2013년 12월 미시간주의 도로에서 자율주행 자동차의 테스트를 허용하는 법을 통과시켰다. 그러나 이 법은 자동차가 사용될 때에는 꼭 사람이 타고 있어야 한다는 조항을 달았다. 네바다, 플로리다, 캘리포니아, 미시간주 등 네 4개주는 무인 자동차를 허용하는 법을 2013년 12월에 통과시켰다.
텍사스에서 발의된 법은 무인자동차 허용과 관련한 기준을 정립했다.
2014년 5월 25일 미 캘리포니아 차량국(DMV)이 캘리포니아 공공 도로에서 자율주행자동차를 테스트할 수 있는 규정을 네바다주에 이어 승인했다. 무인 자동차는 2014년 9월 18일부터 캘리포니아 도로를 주행할 수 있다. 단 DMV가 제시한 요건을 충족해야 한다. 캘리포니아 차량국은 온전히 사람이 타지 않은 자동차는 허용하지 않는다. 운전석에 운전을 할 수 있는 사람이 반드시 착석해 사고에 대비해야 한다. 평상시에는 운전대에서 손을 떼고 있지만 긴급 상황에는 운전대를 잡아야 한다. 또한 아무나 자율주행자동차 운전석에 앉을 수도 없다. 운전자는 위험 상황 대처법 등 방어운전 교육을 이수해야 한다. 그 뒤 특별 면허를 취득해야 운전할 수 있다. 자율주행자동차 제조업체는 시험 주행 차량을 DMV에 등록해야 되고, 사고가 나면 최대 500만달러(약 51억원) 보험금을 내야 한다. DMV는 테스트 차량에서 일반 자율주행자동차로 도로주행을 점차 허용할 계획이다. DMV는 일반 자율주행 차량 규정을 다듬는 과정을 거쳐 2015년 1월 승인할 예정이다.

## 주행 테스트
구글 무인자동차 프로젝트 팀은 도요타 프리우스, 아우디 TT, 렉서스 RX(450h) 등을 개조해 시험운전을 해왔다. 이 자동차들은 숙련된 드라이버가 운전석에 자리잡고 조수석에는 구글의 엔지니어가 탑승하며, 캘리포니아 해안도로(PCH), 금문교, 헐리웃대로 등 캘리포니아에서 14만 마일 이상을 운행했다. 특히 1대는 경사와 굴곡이 심한 것으로 유명한 샌프란시스코 롬바드 거리를 아무 문제 없이 운행했다.
구글은 2012년 3월 28일 시각장애인을 태우고 시험 주행에 성공한 무인자동차 동영상을 유투브에 공개했다. 구글은 무인 자동차의 성능 등을 검증하기 위해 시각장애인을 태우고 20만 마일 주행 시험을 시행하였고, 이에 성공했다. 무인자동차 탑승 기회를 거머쥔 주인공은 캘리포니아 주민인 스티브 마한이었다. 그는 시력의 95%를 잃은 법정 시각장애인이다. 구글은 이같은 특수 검사를 위해 세밀하게 준비된 경로 등을 이용했다. 무인자동차는 그를 태우고 타코벨, 세탁소 등 실생활에 필요한 장소를 오가는데 전혀 무리가 없음을 보여주었다. 스티브 마한은 "내가 해본 운전 중 최고"라며 "(무인자동차 덕에)가고싶은 곳을 갈 수 있고, 가야할 곳을 갈 수 있다는 것은 내 삶을 바꾸게 될 것"이라고 의미를 부여했다. 구글을 주행 성공을 기념하여 관련 동영상을 공개하고 구글플러스에도 무인자동차와 관련 "기술을 시험하기 위한 테스트였지만 앞으로 엄격한 기술 및 안전 기준을 충족시킨다면 조만간 만나볼 수 있을 것"이라고 밝혔다.
2012년 8월, 구글의 프로토타입 무인자동차 플릿(fleet)은 30만 마일(약 48만km) 이상을 미국의 공공 도로에서 달렸다. 48만km는 지구를 약 12바퀴 돈 거리에 해당한다.
2014년 4월 구글 무인자동차 팀은 무인 자동차가 700,000 마일 (약 112만km) 주행 기록을 갱신했음을 발표했다.

## 사고
2011년 8월, 캘리포니아 마운틴 뷰에 있는 구글 본사 주변에서 한 건의 추돌사고가 있었지만 그건 사람이 운전할 때 일어난 일이었다. 이전의 사고는 구글 무인 자동차가 운전중 멈추는 동안 다른 자동차가 무인자동차를 들이받은 것으로 알려졌다. 구글은 어떠한 사고도 무인 자동차의 문제로 발생한 것이 아니며 다른 사람의 운전이 실수라고 주장했다.

## 특허 출원
2011년 12월 16일 영국 BBC 방송에 따르면, 구글이 미 특허청으로부터 관련 기술의 특허를 획득했다고 보도했다. 구글은 무인자동차 관련 기술을 2011년 5월 특허청에 신청해 2011년 12월 13일 최종적으로 특허를 획득한 것을 보인다. 특허를 획득한 무인자동차 관련 기술에는 자동차가 정지할 경우 주차공간을 자동으로 인식하는 기술과 현재의 위치와 진행 방향에 대한 정보를 파악하는 기술이 포함되어 있다.
구글은 2013년 말 기준 미국에서 310건의 스마트카 관련 특허를 보유했다. 스마트카 관련 업체 중 최다 특허 출원이다.

## 시제품
구글의 공동창업자인 세르게이 브린은 2014년 5월 27일 캘리포니아에 주 남부에서 열린 코드(Code) 컨퍼런스에서 무인자동차의 시제품을 공개했다. 구글이 세번째 시제품으로 개발한 이 무인 주행 자동차는 기존 시제품에서 발견된 핸들로 인한 결함을 완전히 해소했다. 핸들이나 페달 등 운전에 필요한 모든 장치를 없앤 것이다. 자동차가 스스로 알아서 움직이기 때문에 이러한 장비를 넣을 필요성을 느끼지 못한 탓이다.
이 프로토타입은 배터리로 움직이며, 구글의 무인 자동차 프로젝트 책임자인 크리스 엄슨은 현재 달릴 수 있는 거리는 160KM라고 밝혔다. 시작과 종료 버튼이 있으며, 핸들은 조정할 수 없고, 브레이크나 엑셀을 밟을 수도 없다. 그러나 자동차의 중앙 콘솔에 있는 전원 버튼을 이용해서 최소한 자동차의 시동을 켜고 끌 수는 있다. 중앙 콘솔에는 컵 홀더도 존재한다. 엄슨에 따르면 새로운 프로토타입 자동차에는 현재 무인 자동차에는 없는 360도 전방위를 감지할 수 있는 레이다가 탑재되어 있다. 그는 “우리는 또한 현재 무인 자동차에 있는 레이저보다 해상도가 높고 범위가 넓은 새로운 레이저를 달았다. 그리고 이 레이저는 자동차가 정해진 방향대로 가도록 조정해주는 역할을 한다" 고 밝혔다.
새로운 무인 자동차는 기존의 무인 자동차보다 카메라와 센서가 더 많다. 구글에 따르면, 이 센서들은 사각지대를 줄이고 자동차 주위 축구장 두개만한 공간에 있는 물체를 추적할 수 있다. 두 사람(혹은 개 한마리와) 탑승 가능하다. 무인 자동차에는 벨트가 있는 좌석이 2개가 있다. 페달이나 대시보드가 없어서 공간이 비교적 넓다. 덕분에 대형 견 한마리 혹은 쇼핑백을 놓을 자리가 충분하다. 엄슨은 “앞부분과 앞창을 부드럽게 설계했다. 사고에 대비해서 보행자와 탑승자를 모두 잘 보호하기 위함이다”라고 설명했다. 그러나 어떤 원리로 움직이는지, 속도 조절은 어떻게 하는지 등 구체적인 구동원리는 밝히지 않았다.
무인 자동차에는 에어백이 없는데, 이 부분에 대해서 구글은 “환경에 맞게 탑승자와 보행자를 보호할 수 있다. 보통의 자동차들이 고속으로 주행할 때와는 많이 다른 환경이다”라고 말했다. 또 다른 안전 장치는 최대 속력이 시속 40km라는 점이다. 엄슨은 뉴욕시장이 도심 안전을 위해서 속도 제한을 시속 40km로 줄이려고 한다는 사실을 언급했다.
구글의 무인 자동차는 지도에 의존해서 돌아다닌다. 이 프로토타입 역시 마찬가지며, 덕분에 처음에는 테스트 영역이 제한적이다. 엄슨은 “현재 지도 데이터가 매우 적다. 테스트 목적으로 필요한 정도의 지도만 구축했다”라고 설명했다. 지도가 없는 지역에서는 운행이 불가하다. 엄슨은 “센서로 실시간 데이터를 받아 지도와 함께 사용한다. 현재 이 지도는 마운틴 뷰 지역 내에서만 이용할 수 있다”라고 덧붙였다. 아직은 이 무인 자동차를 구입할 수는 없다. 올 여름에는 비공개로 폐쇄된 지역에서 테스트를 진행할 것이며, 올해 연말에 일반 도로에서 주행할 예정이다.
운전석과 조수석 사이에 달린 ‘출발’ 단추를 누르면 미리 입력해둔 경로로 자동차가 스스로 움직인다. 목적지에 도착하면 알아서 멈춘다. ‘정지’ 단추는 비상 상황에 대비한 장치다. 이번 시승용 자동차에선 안전을 고려해 최고속도를 시속 40km로 제한했다.
물론 현재 공개한 이 셀프 드라이빙 카가 100% 완벽한 것은 아니다. 아직 거리의 신호등까지 완벽하게 감지할 수 없고, 사각지대에서 작은 물체가 갑자기 튀어나올 때 위험한 상황이 벌어질 수도 있다. 구글은 앞으로 이 '셀프 드라이빙 카'를 더욱 발전시켜 100% 완벽한 감지 능력과 더욱 완벽한 위기 대응 시스템을 개발하겠다고 발표했다.

## 논란
마크루스 GM 제품개발 대표인 마크루스 대표는 “구글이 충분한 시간과 자본을 토대로 자동차 산업을 계속 추진한다면 무엇이든 될 수 있다”며 “자동차업계에 아주 심각한 위협적인 경쟁자”라고 말했다. 존 린코브 컨슈머 리포트 자동차 편집장은 "상용화까지는 10년 이상이 걸릴 것으로 보입니다. 불완전한 기술로 통제 기능이 전혀 없는 차라면 어떤 일이 벌어질까요?"라고 우려를 표현했으며, 이나 프리드 리/코드 선임 모바일 편집장은 "장기적으로 봤을 때 구글이 자동차 제조업체가 되지는 않을 것입니다. 연구프로젝트에서 아이디어를 구현하는데 투자하고 있다고 봅니다."라고 밝혔다. 해리스폴(Harris Poll)이 2013년 겨울에 시행한 조사에 따르면 오직 12퍼센트 정도만이 긍정적인 의견을 보였고 절반 이상이 자동차의 컴퓨터 시스템이 해킹 당할 위험이 높을 것이라고 예상했다.
2013년 3월 3일 비즈니스인사이더(BI)는 구글 무인자동차가 가진 한계점에 대해 분석 보도했다. BI는 법적인 부분을 주목했다. 예컨대, 교통사고가 인명 사고로 이어질 경우 법적인 책임은 누구에게 있는가 하는 문제다. 이 부분에서 소송은 기술적 문제를 포함하면서 긴 논쟁을 유발할 수 있다. 보험료도 비슷한 사례다. 무인자동차는 컴퓨터로 조정되기 때문에 사람보다 뛰어나고 정확한 운전 실력을 보일 것으로 예상된다. 사고가 날 확률도 적다. 때문에 졸음 운전, 휴대폰 조작 등으로 사고 위험이 잦은 사람의 경우 자동차 보험료가 비싸질 가능성이 있다.
또한 구글도 자체적인 기술 문제를 지적한다. 첫째는 눈길 운전이다. 구글 개발자들은 무인자동차가 아직 이 부분을 정확하게 판단하지는 못한다고 설명한다. 아울러 무인자동차에 미리 탑재된 지도도 문제로 작용할 수 있다. 도로와 길은 수시로 바뀐다. 사전 탑재된 지도와 실제 길이 다를 때 무인자동차는 혼란을 겪을 수 있다. 갑작스런 길 변화로 인한 혼동을 막도록 지도 업데이트를 얼마나 빠르게 할 수 있는지도 기술적 관건이다. 교통신호와 경찰 수신호가 다를 경우도 마찬가지다. 이 부분도 차량이 어느 부분을 먼저 인식하느냐, 또는 우위에 두느냐에 따라 운전 결과가 달라질 수 있다. 운전 중 사람이 자의적으로 판단해야 할 경우의 수가 대부분 무인 자동차에 기술적 난제로 꼽힌다. 이와 관련해 BI는 "무인운전은 고속도로 운전 등 제한된 상황에서만 운영될 수 있는게 현재 수준"이라며 "구글 무인자동차가 상용화되는 시점은 이같은 문제를 해결하고 난 이후의 일"이라고 설명했다.